# حطان (الملاجم)

تعديل مصدري - تعديل

حطان هي إحدى قرى عزلة عفار آل مفتاح بمديرية الملاجم التابعة لمحافظة البيضاء، بلغ تعداد سكانها 402 نسمة حسب تعداد اليمن لعام 2004.